# Wellington (Texas)
Wellington település az Amerikai Egyesült Államok Texas államában, Collingsworth megyében, melynek megyeszékhelye is. Lakosainak száma 1896 fő (2020. április 1.).

## Népesség
A település népességének változása:

| 2010 | 2 189 |
| 2020 | 1 896 |